# Układ współrzędnych 1965

Pokrycie mapy topograficznej 1:10000 w układzie współrzędnych 1965 na tle granic województw

Układ współrzędnych "1965" (Państwowy Układ Współrzędnych Geodezyjnych 1965) – układ współrzędnych płaskich prostokątnych w odwzorowaniu konforemnym (odwzorowanie quasi-stereograficzne), zwany układem "1965", stosowany do opracowań w skali 1:5000 i skalach większych (mapa zasadnicza).
Układ "1965" obowiązywał do 24 sierpnia 2000, kiedy został zastąpiony przez układ współrzędnych 2000. Jednakże dopuszczono jego stosowanie do 31 grudnia 2009.

## Opis

Strefy układu współrzędnych "1965"

W układzie tym obszar Polski podzielono na pięć stref odwzorowawczych, przy czym podstawą do wydzielenia stref były granice podziału administracyjnego. Każda strefa objęła pewną liczbę województw zgodnie z ówczesnym podziałem administracyjnym.
Kolejne strefy obejmowały następujące województwa (według podziału województw sprzed 1975):
- strefa I – kieleckie, krakowskie, lubelskie, łódzkie i rzeszowskie oraz miasta wydzielone Kraków i Łódź,
- strefa II – białostockie, olsztyńskie i warszawskie oraz miasto wydzielone Warszawa,
- strefa III – bydgoskie, gdańskie, koszalińskie i szczecińskie,
- strefa IV – opolskie, poznańskie, wrocławskie i zielonogórskie oraz miasta wydzielone Poznań i Wrocław,
- strefa V – katowickie.

Strefy mają różną wielkość, a nonsens oparcia ich granic na podziale administracyjnym ujawnił się już w 1975, kiedy wprowadzono nowy podział administracyjny kraju na 49 województw. Okazało się wówczas, że niektóre województwa znalazły się w dwóch, a nawet trzech strefach odwzorowawczych. 
Każda strefa została oddzielnie odwzorowana w płaszczyznę. Dla stref: I, II, III i IV zastosowano odwzorowanie quasi-stereograficzne, natomiast dla strefy V odwzorowanie Gaussa-Krügera. Uzyskano małe wartości zniekształceń ze względu na niewielkie rozmiary stref. W strefach 1–4 rzutowania dokonano na płaszczyzny sieczne, dlatego też zniekształcenia odwzorowawcze rozkładają się koncentrycznie do punktów głównych tych stref. W strefie V bez zniekształceń odwzorowują się dwie linie.
Z każdą strefą odwzorowawczą jest związany odrębny układ współrzędnych prostokątnych. Początki układów współrzędnych mają wartości rzędnej i odciętej dobrane tak, aby współrzędne w układzie "1965" stwarzały wrażenie współrzędnych w układzie "1942". Osie rzędnych układów współrzędnych nie są skierowane w stronę północy geograficznej. Dla każdej strefy mają one inny kąt skręcenia dochodzący nawet do kilku stopni. Rzeczywiste współrzędne w układzie "1965" mają cztery cyfry znaczące. Na mapach w układzie "1965", współrzędne opisujące siatkę kilometrową są pozbawione pierwszej cyfry.
Każde odwzorowanie quasi-stereograficzne jako wiernokątne odwzorowanie płaszczyznowe elipsoidy definiuje się określając położenie punktu głównego (punktu styczności płaszczyzny z powierzchnią elipsoidy) oraz skalę odwzorowania w tym punkcie, będącą równocześnie skalą podobieństwa odwzorowania. W strefach 1–4 układu przyjęto skalę w punkcie głównym m0 = 0,9998, czyli zniekształcenie odwzorowawcze w tym punkcie wynosiło z założenia od -20 do +20 cm/km. Układ "1965" był przeznaczony głównie do tworzenia i eksploatacji mapy zasadniczej.

## Parametry układu
| Układ 1965                          | Strefa I                                                            | Strefa II                                                           | Strefa III                                                          | Strefa IV                                                           | Strefa V                                                            |
| ----------------------------------- | ------------------------------------------------------------------- | ------------------------------------------------------------------- | ------------------------------------------------------------------- | ------------------------------------------------------------------- | ------------------------------------------------------------------- |
| Odwzorowanie                        | Quasi-stereograficzne                                               | Quasi-stereograficzne                                               | Quasi-stereograficzne                                               | Quasi-stereograficzne                                               | Gaussa-Krugera                                                      |
| Elipsoida odniesienia               | Krassowskiego, duża półoś a = 6 378 245 m, spłaszczenie f = 1/298,3 | Krassowskiego, duża półoś a = 6 378 245 m, spłaszczenie f = 1/298,3 | Krassowskiego, duża półoś a = 6 378 245 m, spłaszczenie f = 1/298,3 | Krassowskiego, duża półoś a = 6 378 245 m, spłaszczenie f = 1/298,3 | Krassowskiego, duża półoś a = 6 378 245 m, spłaszczenie f = 1/298,3 |
| Punkt główny X0 [m]                 | 5 647 000,00                                                        | 5 806 000,00                                                        | 5 999 000,00                                                        | 5 627 000,00                                                        | -4 700 000,00                                                       |
| Punkt główny Y0 [m]                 | 4 637 000,00                                                        | 4 603 000,00                                                        | 3 501 000,00                                                        | 3 703 000,00                                                        | +237 000,00                                                         |
| Punkt główny B0 [m]                 | 50° 37' 30"                                                         | 53° 00' 7"                                                          | 53° 35' 0"                                                          | 51° 40' 15"                                                         | nie dotyczy                                                         |
| Punkt główny L0 [m]                 | 21° 5' 0"                                                           | 21° 30' 10"                                                         | 17° 0' 30"                                                          | 16° 40' 20"                                                         | 18° 57' 30"                                                         |
| Skala w punkcie głównym             | 0,9998                                                              | 0,9998                                                              | 0,9998                                                              | 0,9998                                                              | 0,999983                                                            |
| Promień sfery w punkcie głównym [m] | 6 382 390,164984                                                    | 6 384 119,427305                                                    | 6 384 536,793566                                                    | 6 383 155,165130                                                    |                                                                     |
| Kod EPSG                            | 3120                                                                | 2172                                                                | 2173                                                                | 2174                                                                | 2175                                                                |

UWAGA: W definicji 2171 był błąd: Y0 = 5 647 000 zamiast Y0 = 5 467 000. Prawidłowa definicja I strefy układu "1965" ma kod 3120.